# 王子蘭
王子蘭（1900年2月14日—1992年1月31日），字香山。江蘇省豐縣城東南二十里葦子坑人。民國37年（1948年）在江蘇省第七選區當選第一屆立法委員。

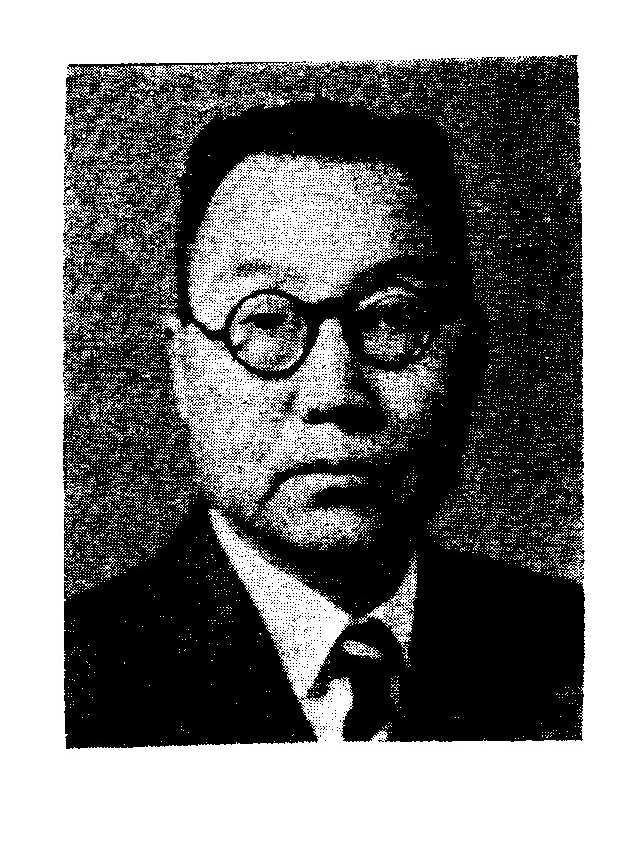

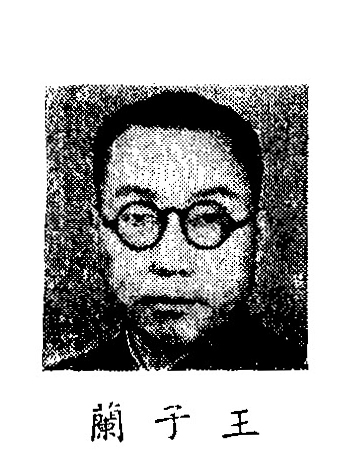
出席制憲國民大會代表時

## 生平[1][2]
- 本縣高等小學
- 江蘇省立第七師範本科文史組
- 北平師範大學
- 縣長考試及格
- 江蘇豐縣中學師範校長、教育局長
- 湖南地方行政幹部學校
- 湖南省永綏縣縣長
- 中國國民黨江蘇省黨部委員
- 制憲國民大會代表
- 江蘇省民政廳視察